# 한경면
한경면(翰京面)은 제주특별자치도 제주시 서부에 있는 면이다. 면적은 79.1km2이며, 인구는 외국인을 제외하고 2019년 12월 31일을 기준으로 4,712세대, 9,037명이다. 면 소재지는 신창리이다.

## 연혁
- 1874년(고종 11년) : 귀덕리 서쪽에서 고산리 동쪽을 제주목 구우면으로 편입
- 1915년 : 도(島)제 실시로 전라남도 제주도 구우면으로 개칭
- 1935년 3월 15일 전라남도령 제7호로 구우면을 한림면으로 개칭[2]
- 1946년 8월 1일 도(道) 승격에 따라 제주도 북제주군 한림면으로 개칭
- 1950년 : 한림면 신창출장소 설치
- 1956년 7월 8일 법률 제393호로 한림면이 분리되어 한림읍과 한경면을 설치
- 1958년 12월 12일 : 고산출장소 설치
- 1988년 9월 14일 : 북제주군 조례 제1532호로 고산출장소 폐지, 동소에 이동민원실 설치 운영
- 1999년 3월 30일 : 한경면 이동민원실을 고산1리사무소로 이전 운영
- 2001년 12월 22일 : 한경면 이동민원실을 고산문화의집으로 이전 운영
- 2006년 7월 1일에는 제주특별자치도가 출범함에 따라 제주시 한경면이 되었다.

## 행정 구역
| 법정리 | 한자명 | 행정리           | 비고                          |
| ------ | ------ | ---------------- | ----------------------------- |
| 고산리 | 高山里 | 고산1리, 고산2리 |                               |
| 금등리 | 今藤里 | 금등리           |                               |
| 낙천리 | 樂泉里 | 낙천리           |                               |
| 두모리 | 頭毛里 | 두모리           |                               |
| 산양리 | 山陽里 | 산양리           | 지적공부 상으로는 청수리 소속 |
| 신창리 | 新昌里 | 신창리           | 면사무소 소재지               |
| 용당리 | 龍塘里 | 용당리           | 지적공부 상으로는 용수리 소속 |
| 용수리 | 龍水里 | 용수리           |                               |
| 저지리 | 楮旨里 | 저지리           |                               |
| 조수리 | 造水里 | 조수1리, 조수2리 |                               |
| 청수리 | 淸水里 | 청수리           |                               |
| 판포리 | 板浦里 | 판포리           |                               |
| 한원리 | 漢原里 | 한원리           | 지적공부 상으로는 두모리 소속 |

- 신창리

한경면의 서쪽 해안 지역이며, 면적은 1.87km2이고 2007년 8월 기준 총 355세대에 860명이 거주하고 있다. 신창포구를 중심으로 수산업이 행해지고 있으며 이 밖에 감자와 마늘·양파가 주 소득원이 되고 있다. 일제강점기 때부터 설치된 마리여등대가 해안은 물론 육지부의 이정표 역할을 하는 마을의 상징물이다.
옛날 두모에 속하였으며, 민간에서는 솔개 또는 솔래라고 지칭하였는데 이는 신창리 앞바다를 말하는 것이다. 신창리라는 이름은 그 뜻 그대로 새로 창성한 마을(新昌)이라는 뜻인데, 본래 제주군 구우면 지역으로 1910년 두모리에서 분리되어 두모 서남쪽 일부와 신창리 바닷가 일대가 갈려 새로 번창하였기 때문에 신창이라고 하였다가 1914년 행정 구역 개편에 따라 그 명칭이 그대로 리가 되었다. 1946년 북제주군에 속하였다가 1956년에 한경면에 속하게 되었다.
- 고산리 (1리, 2리)
- 금등리
- 낙천리
- 두모리

한경면의 북서쪽 해안 지역이며, 면적은 2.67km2이고 2007년 8월 기준 총 197세대에 844명이 거주하고 있다. 두모포구를 중심으로 수산업이 행해지고 있고 농업으로는 마늘·감자·양배추 등이 생산되고 있으며 그 외에 보리, 양파 재배도 이루어지고 있다. 한경파출소와 한경농협 본점이 위치하고 있으며 문화유적으로는 기념물로 지정된 두모연대가 있다.
옛 이름은 두못개 또는 두묏개이다. 기록에는 두모포·두모 등으로 표기하고 있으며 민간에서는 두믜 또는 두미라고 하였다. "두모"라는 의미는 둥글다는 뜻으로 보이며, 이를 음성만 차용하여 한자로 표기한 것이다. 16세기 말부터 마을이 형성되기 시작했으며 본래 제주군 구우면 지역으로 두모·두모촌·뒤미·디미라 하였다가 1914년 행정 구역 개편에 따라 두모리가 되었다.
- 산양리
- 용당리
- 용수리
- 저지리

한경면의 북동쪽 내륙 지역이며, 2007년 8월 기준 총 427세대에 1,040명이 거주하고 있다. 밭농사와 감귤 과수원 농사가 주를 이루고 있으며 보리, 마늘도 재배한다. 중심에 해발 167m의 저지오름이 있으며 그 외에 3~4개의 오름이 더 있다. 본래 물이 귀해 일반 해안 용천수를 사용할 수 없어 봉천수에 의존했었다고 한다.
옛 명칭은 닥ᄆᆞᄅᆞ 또는 닥ᄆᆞ르라고 하였으며 닥나무가 많기 때문에 닥몰, 닥모로 또는 저지라 하였는데 여기서 닥나무(楮)와 마르(旨)를 각각 한자로 차용한 것이 '저지'이다. 1500년대에 마을이 형성되었으며 조선 숙종 때는 당지라는 이름으로 표기되기도 했다가 18세기 초부터 저지라는 명칭이 사용되기 시작했다. 1914년 행정 구역 개편에 따라 저지리가 되었다.
- 조수리 (1리, 2리)
- 청수리

한경면의 동쪽 내륙 지역이며, 면적은 7.19km2이고 2007년 8월 기준 총 195세대에 467명이 거주하고 있다. 지역의 절반 이상이 임야 지대이며 밭농사와 과수원이 주를 이루고 있다. 가마오름과 이계오름이라는 기생 화산 2개가 위치하고 있으며 일제강점기 때의 역사를 알 수 있는 평화박물관이 있다.
옛 명칭은 청수물이라고 하였으며, 이를 한자로 차용해 청수리가 되었다. 1650년 경에 마을이 형성되었으며 마을 이름은 설물촌이라 하였다. 본래 저지리에 속한 지역이었으나 청수리로 분리되었으며, 제주군 구우면에 속해 맑은 물이 있으므로 청수라 하였는데 1914년 행정 구역 개편에 따라 청수리가 되었다.
- 판포리

한경면의 북서쪽 해안 지역이며, 면적은 6.61km2이고 2007년 8월 기준 총 236세대에 531명이 거주하고 있다. 바다와 접하고 있지만 대부분 주민들이 농업에 종사하고 있으며 마늘·양파·양배추·쪽파 재배가 주로 이루어지고 감귤, 감자 재배도 하고 있다. 서부 하수 종말 처리장과 문화 마을이 조성되어 있다.
해발 93.4m인 판포악을 뒤로 하고 바다와 접해 있는 마을인데 옛날부터 물을 구하기 어려워 봉천수에 의존해 왔다. 1950년 이를 해결하기 위해 제주도에서 판포저수지를 만들기도 했으나 물이 잘 고이지 않아 제대로 활용하지 못하고 있다.
옛 이름은 널개라고 하였으며, 이 명칭을 한자로 차용해 널(板)과 같이 넓은 개(浦)라 하여 판포라고 한 것이다. 조선왕조실록 세종실록지리지에 판포라는 지명이 있어 이미 15세기 중엽에 마을이 형성된 것으로 추정하고 있으며 본래 제주군 구우면 지역으로 판을포·판포라 불리다가 1914년 행정 구역 개편에 따라 판포리가 되었다.

## 관광
- 신창해안도로
- 절부암
- 생각하는 정원
- 차귀도
- 수월봉

## 교육
- 고산초등학교
- 저청초등학교
- 신창초등학교
- 고산중학교
- 저청중학교
- 신창중학교
- 한국뷰티고등학교